# Bersaglieri
Els Bersaglieri (tiradors d'elit) és un cos de l'exèrcit italià, originàriament creat pel General Alessandro La Marmora el 18 de juny de 1836 per servir a l'Exèrcit del Piemont, que posteriorment esdevindria el Reial Exèrcit Italià. La seva tasca era dur a terme missions d'escortes i assalt. El 1847 es va crear un cos semblant als Estats Pontificis, es Tiradors de Po, que van lluitar activament en la Primera Guerra de la Independència italiana, sent dissolta el 1849 després de la caiguda de la República Romana.
L'especialitat és que havia de ser una unitat capaç d'operar de manera autònoma i forta, motiu pel qual els seus membres eren especialment entrenats per disparar i per estar sempre disposats per actuar, gairebé de manera aïllada, per obrir foc en una escala adequada i centrar-se en un punt del camp enemic amb la intenció específica de sorprendre, molestar i interrompre els plans enemics.
Sempre ha estat una unitat d'alta mobilitat. Es poden reconèixer pel seu barret d'ala àmplia decorat amb plomes negres de gall fer, tot i que actualment només es fa servir amb l'uniforme de gala. Les plomes se segueixen usant fins i tot als cascs de combat moderns. Un altre tret distintiu és el pas veloç en les desfilades, a diferència del pas de marxa més habitual.

## Orígens i història

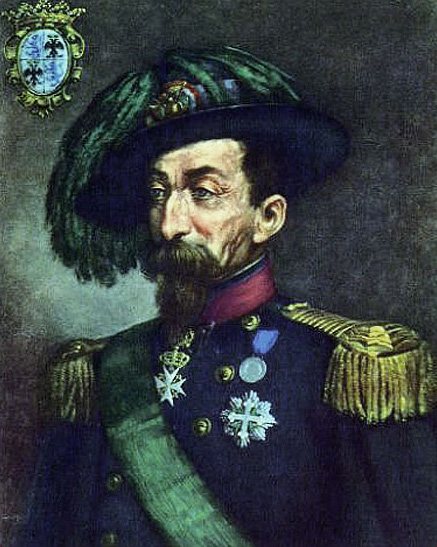
Alessandro La Marmora, fundador dels Bersaglieri

El relativament pobre Regne del Piemont-Sardenya no podia fer front a grans quantitats de soldats de cavalleria, així que necessitava cossos d'infanteria que es moguessin veloçment i fossin tiradors d'elit. Aquestes unitats eren entrenades amb uns alts nivells físics i de punteria. Igual que els chasseurs francesos que els havien inspirat, s'encoratjava un cert nivell d'independència i iniciativa per tal que poguessin operar en formacions minúscules on no es requeria el comandament ni el control directe. Disparaven de manera individual i portaven 60 rondes de projectils (la infanteria de línia solia portar-ne 40). El primer uniforme va ser negre amb un barret d'ala, anomenat vaira. Aquest barret estava destinat a protegir el cap dels cops de sabre.
La primera aparició pública dels Bersaglieri va ser l'1 de juliol de 1836, en ocasió d'una desfilada militar. La 1a Companyia marxà per Torí amb la seva veloç cadència de 130 passes per minut (que encara avui és emprada). El nou cos impressionà al rei Carlo Alberto, i els integrà immediatament a l'"Armata sarda", l'exèrcit regular piamontès.
Les primeres quatre companyies que van formar el I Batalló van ser, respectivament, el juliol de 1836 (1a), gener de 1837 (2a), gener de 1840 (3a) i el febrer de 1943 (4a). El 23 d'abril de 1848 es va formar el II Batalló. El 10 de març de 1849, els dos batallons Bersaglieri van ser afegits a la divisió Lombarda.
Durant el segle xix, sota el comandament de La Marmora, els Bersaglieri van realitzar el paper dels fustigadors, fent pantalla a les línies de moviment lent i a les formacions en columna, però actuant com a tropes de xoc especials si així es requeria. En un inici es volia que servissin com a tropes d'alta muntanya (l'escalador Jean Antoine Carrel va ser un Bersagliere); i quan el 1872 es creà el Cos Alpini, s'inicià una gran rivalitat entre tots dos cossos d'elit.

### Unificació italiana

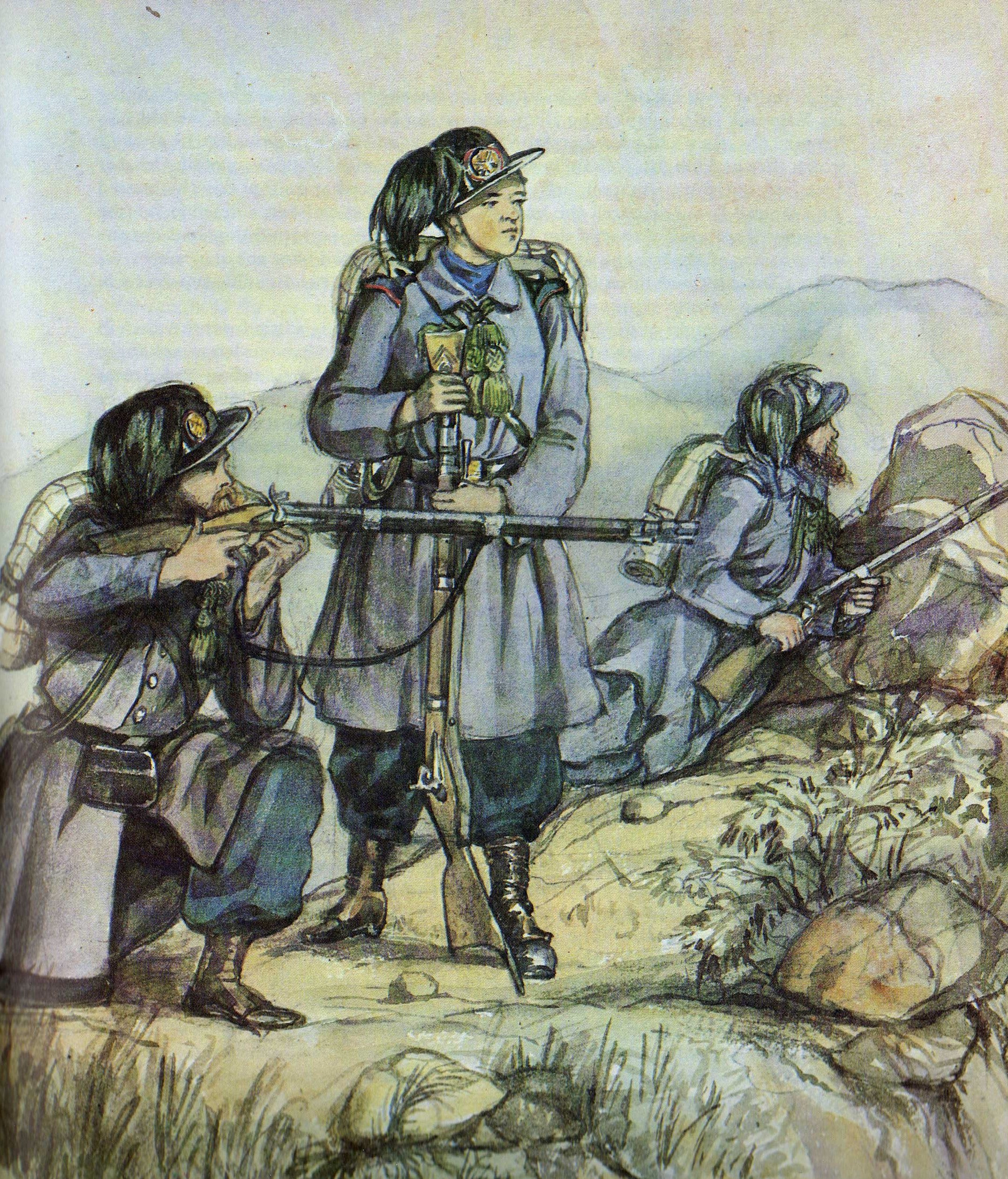
Els Bersaglieri a Crimea

Durant la Primera Guerra de la Independència Italiana (1848-1849) els Bersaglieri es van distingir a la batalla del pont de Goito (8 d'abril de 1848), en la qual el mateix La Marmore va resultar greument ferit. L'abril del 1849, les tropes comandades per La Marmore van haver d'intervenir per sufocar els disturbis a la ciutat de Gènova.
Amb els anys va augmentar el nombre de batallons: 10 al 1852, 16 al 1859, 27 al 1867 i 36 al 1861; reunits en un regiment amb control administratiu i disciplinari. El 1856 es va crear el càrrec d'Inspector del Cos de Bersagliere (ispettore del corpo dei bersaglieri), amb les atribucions de comandant de brigada. Els Bersaglieri van ser emprats, després de la unificació italiana, per contrarestar el bandidatge al sud. En aquesta tasca van demostrar ser un cos particularment adequat per l'estanqueïtat del territori on van ser desplegats. Va haver alguns episodis de violència gratuïta, sent particularment cruels a Basilicata, on actava el famós bandoler Carmine Crocco Donatelli.
Els Bersaglieri van ser desplegats durant la Guerra de Crimea, per ordre del Primer Ministre Cavour. Van participar en la batalla de Cernaia, però van patir un nombre molt major de baixes a causa d'una epidèmia de còlera. Va ser durant la seva estada a Crimea que els Bersaglieri van adquirir el seu barret, un fes vermell amb una borla blava a imitació de la que portaven els zuaus francesos, amb els que servien.
Quan l'Armata Sarda esdevingué el 1860 el Regio Esercito, el nombre de regiments Bersaglieri va ser establert a 12. Els Bersaglieri servien com a batallons d'infanteria lleugera de les divisions i brigades del nou exèrcit de la Itàlia unificada. La doctrina de l'exèrcit de finals de segle els usaria per ser situats com a reserves a nivell de cos.
L'acció més famosa dels Bersaglieri va tenir lloc el 20 de setembre de 1870, quan van entrar a Roma a través de la Porta Pia, posant punt final al poder temporal del Papa i completant la unificació d'Itàlia.

### I Guerra Mundial

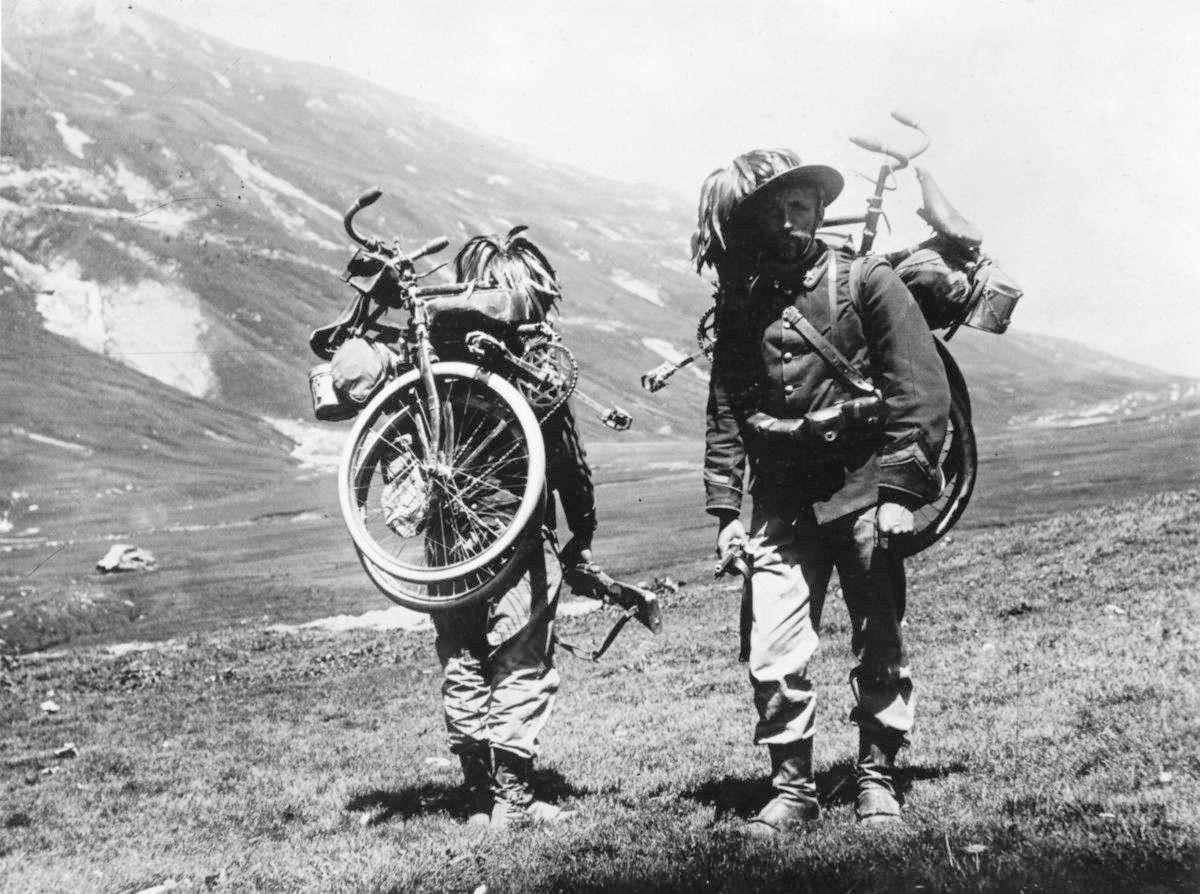
Bersaglieri com a tropes ciclistes a la I Guerra Mundial.

Durant la I Guerra Mundial, els 12 regiments dels Bersaglieri van lluitar amb distinció. Dels 210.000 membres dels regiments Bersagliere, 32.000 van resultar morts i 50.000 va ser ferits durant la guerra. El darrer veterà supervivent de la I Guerra Mundial, Delfino Borroni, va servir al 6è de Bersaglieri Bologna
Després de la guerra, la reestructuració de l'exèrcit italià reduí el nombre de batallons Bersaglieri a dos per regiment. Es donà un nou paper per a la infanteria lleugera per la guerra mòbil italiana. Els Bersaglieri de postguerra van ser convertits a tropes ciclistes per lluitar amb la cavalleria a les divisions Celeri (ràpides). Les unitats d'elit amb una gran moral un esperit agressiu eren vists com una manera per trencar tàctiques com la de la guerra de trinxeres de 1915-18. Els Bersaglieri oferien formacions altament entrenades disponibles pel servei juntament amb la cavalleria i els tancs. Quan el 1939 es formaren les divisions blindades, l'enllaç entre els Bersaglieri i la guerra mòbil continuà. A cadascuna de les divisions cuirassades i motoritzades es destinà un regiment Bersaglieri.

### II Guerra Mundial

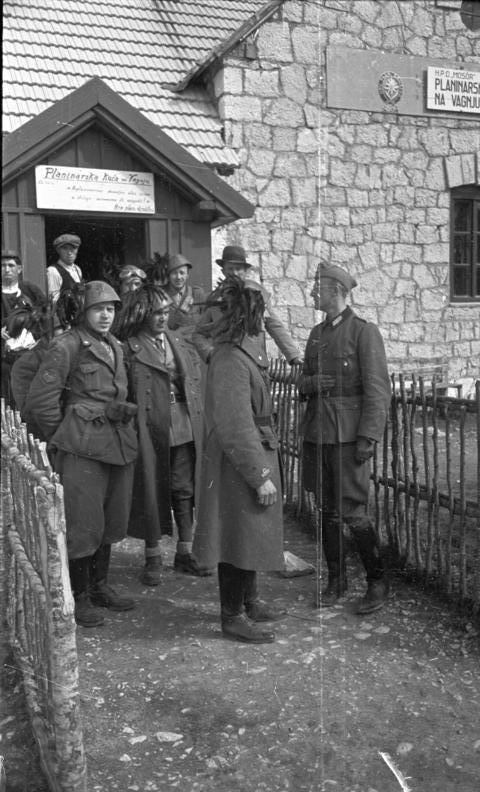
Bersaglieri a Iugoslàvia

Els regiments de Bersaglieri van ser expandits a 3 batallons durant la Segona Guerra Mundial. No obstant això, l'Exèrcit va resistir qualsevol temptació per diluir la seva qualitat, i els reclutes continuaven tenint una mida i una resistència per damunt de la resta. S'endurien mitjançant un intens entrenament físic, a més d'haver de qualificar-se com a tiradors d'elit.
Els Bersaglieri van lluitar a França meridional i a Grècia el 1940. Les primeres unitats de Bersaglieri a entrar en combat al nord d'Àfrica va ser el 10è Regiment Bersagliere, que van arribar a Líbia a inicis de 1941. posteriorment també van ser desplegats a la Campanya d'Àfrica Oriental i al Front Oriental de la Segona Guerra Mundial.
| «              | El soldat alemany ha sorprès al món, el Bersagliere italià va sorprendre el soldat alemany. | » |
| — Erwin Rommel |                                                                                             |   |

Després de l'Armistici, el 4t Regiment i el Batalló de Goito van participar en la Guerra d'Alliberament; mentre que a la República Social Italiana hi havia el Regiment de Voluntaris Luciano Manara i el Batalló Mussolini.

### Els Bersaglieri avui
Mentre que en el passat la mobilitat dels Bersaglieri era gràcies al seu entrenament corrent i mitjançant l'ajut de les bicicletes, actualment tots els regiments en servei estan mecanitzats.
Els Bersaglieri moderns han servit, com a part de la Brigada Bersaglieri Garibaldi, com a forces de manteniment de pau a la Força Multinacional al Líban i a les guerres de Iugoslàvia i Somàlia, així com a l'Operació Iraqi Freedom

## Tradicions

### Els Déu Manaments de Marmore
- Obediència
- Respecte

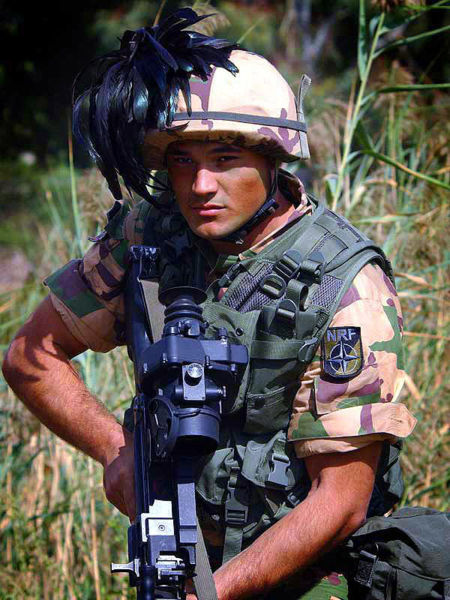
8è d'Infanteria Bersaglieri, Brigada Bersaglieri Garibaldi.

- Absolut coneixement de les seves armes
- Gran entrenament de tir
- Gimnàstica de qualsevol tipus fins al frenesí
- Companyonia
- Sentiments de família
- Pel que fa a les lleis i l'honor del cap de l'Estat
- Honra a la Mare Pàtria
- La confiança en si mateix fins a la presumpció.

### La Bandera
La bandera va ser adoptada mitjançant Reial Decret d'11 d'abril de 1848.
Els Bersaglieri, situats al nivell màxim de batalló, no podien portar la Bandera, dret atorgat només als regiments. Ni tan sols a finals de 1870, quan els seus batallons van ser constituïts en regiment, se'ls va concedir (amb la seva mida impediria córrer al capdavant del regiment). De fet, quan finalment se'ls va concedir el 19 d'octubre de 1920, portaven un làbarum, amb el qual la cursa era possible.
El 7 de juny de 1938, finalment, la bandera dels Bersaglieri va ser substituïda per la bandera italiana, emprant un format reduït que ofereix una menor resistència al vent durant la cursa. Amb l'adveniment de la República, el format reduït va donar pas al "tipus únic". L'abanderat dels Bersagliere, però va seguir fent-la onejar molt alt, per fer-la visible des de lluny a tot el regiment.

### El Piumetto o plomall
El plomall consisteix en plomes de gall fer per la tropa i d'estruç en color verd per als oficials. En un inici es feia servir com a protecció del Sol per a l'ull dret, el propòsit del qual era la recerca, així com pel camuflatge. De fet, gairebé tots els cossos de caçadors dels diversos exèrcits de l'època de la formació del cos usaven plomes al barret per mimetitzar-se millor.

### El barret negre

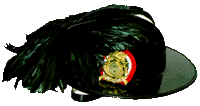
Capell emplomallat dels Bersaglieri

El barret es porta inclinat sobre el costat dret del cap, inclinat cap a la cella i sobre l'orella. El capell emplomallat és l'emblema per excel·lència del cos, un símbol només per darrere de la bandera.
El motiu d'aquesta afirmació va ser demostrada pel tinent coronel Negrotto, comandant del 23è Batalló de Bersaglieri, caigut a Mrzli (un camp fortificat a Gorizia) el 1915, en plena I Guerra Mundial, quan ferit de mort, va posar-se el barret a la punta de l'espasa, el va aixecar i es va llançar contra l'enemic cridant "Bersaglieri, aquesta és la vostra bandera! Aneu per ella!".
Per mantenir el capell en la seva posició cal una molesta tensió al coll.

### El cordó verd
El cordó era per portar-hi el flascó de pólvora (que queia al costat dret), fins que aquesta ja arribà juntament amb el cartutx complet. També servia per les trompetes i els corns. Actualment es porta a l'uniforme de parada.
Un rumor sense fonament indica que el cordó era un "nus corredor" per ofegar nens, adoptat per La Marmora mentre combatia amb els austríacs, els quals havien definit als Bersaglieri com uns "bandits comuns dignes de ser penjats".

### La Banda

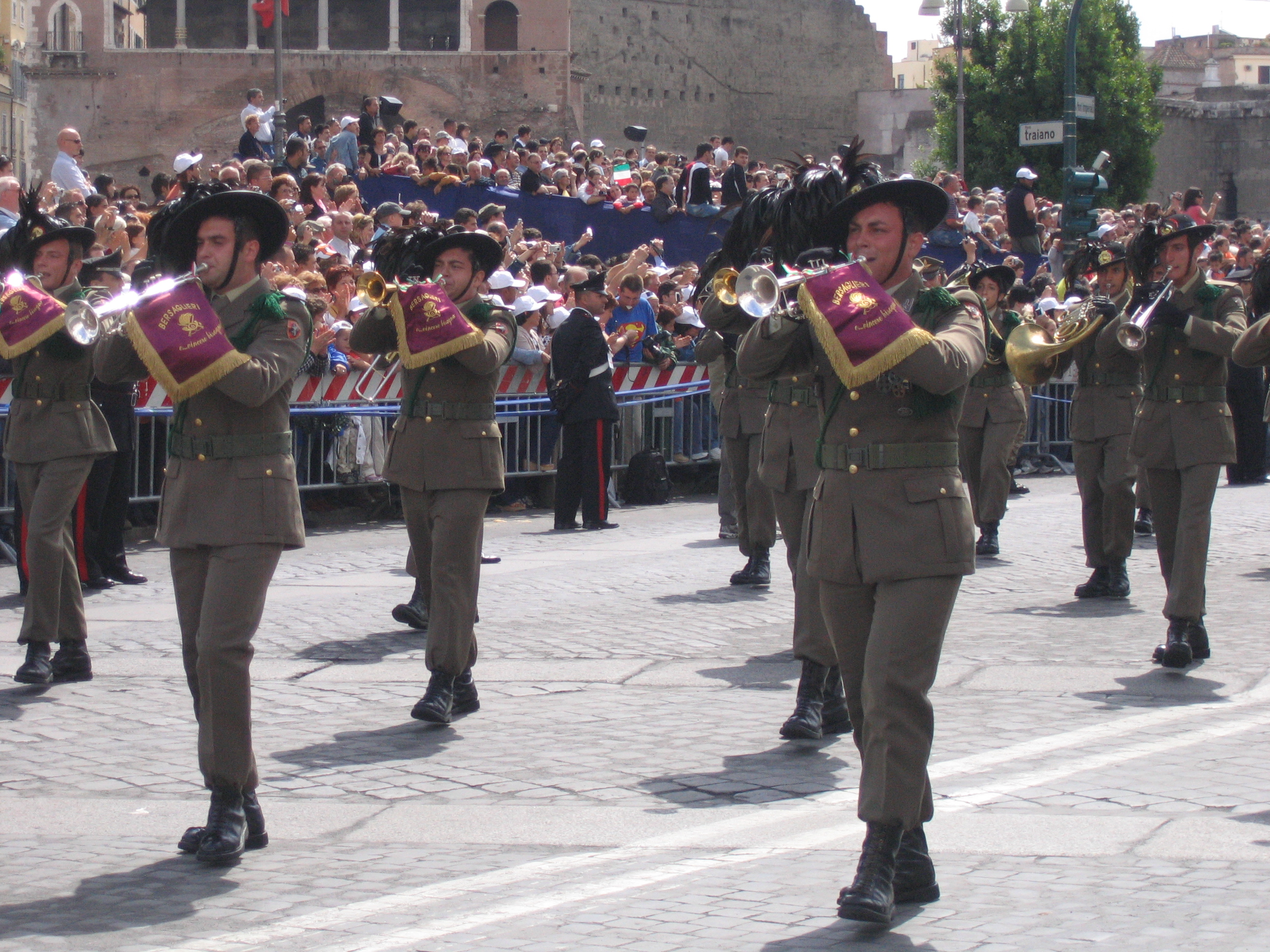
Banda dels Bersaglieri

La banda va néixer amb la primera companyia de Bersaglieri.
| «           | ...marxaven al capdavant dotze soldats amb el fusell sobre l'espatlla esquerra, amb un corn de cacera a la dreta amb el qual tocaven una marxa alegre i vivaç que feia venir ganes de córrer fins i tot als coixos... | » |
| — Quarenghi | |   |

Actualment no es pot concebre una desfilada de Bersaglieri sense la banda. De fet, un memoràndum del 18 de juny de 1836 estipulava que en cada companyia havia d'haver 13 trompetes i un caporal corneta. Les reunions per a la formació musical dels trompeters de les diferents companyies va donar origen a la banda del batalló, que posteriorment es formaria com una unitat en si mateixa; mentre que les companyies seguien tenint les seves pròpies trompetes.
La banda dels Bersagliere és l'única que desfila corrents, és a dir, molt de pressa. L'ús deriva, segons la tradició popular, de l'entrada a Roma després de superar la Porta Pia, que va haver d'efectuar-se a pas de càrrega, que es transformà espontàniament en una cursa de soldats.

## Regiments actuals
- 1° Rgt. Bersaglieri, Brigada Garibaldi, a Cosenza (Calàbria)
- 3° Rgt. Bersaglieri, Brigada Sassari, a Teulada (Sardenya)
- 6° Rgt. Bersaglieri, Brigada Aosta, a Trapani (Sicília)
- 7° Rgt. Bersaglieri, Brigada Pinerolo, a Bari (Apúlia)
- 8° Rgt. Bersaglieri, Brigada Garibaldi, a Caserta (Campania)
- 11° Rgt. Bersaglieri, Brigada Ariete, a Orcenico Superiore (Friuli-Venezia Giulia)